# 基輔正名運動

活動標誌

基輔正名運動（KyivNotKiev）是由烏克蘭外交部公共外交部和策略傳播中心「StratCom Ukraine」於2018年10月2日發起的線上活動，旨在說服英文媒體機構在稱呼烏克蘭首都基辅时使用Kyiv（源自烏克蘭語）而不是Kiev （源自俄語）。基輔正名運動是“CorrectUA”運動的一部分。
这一活动的初心是为了让全世界都对乌克兰的地位有所认可，同时想要通过推广乌克兰语在地区命名中的应用来让世界对俄罗斯帝国和苏联的语言多样性有更多的理解。
1995年，乌克兰政府首次将“Kyiv”作为基辅的合法英文名；自此之后，政府开始推廣這個新名稱。2012年，聯合國地名標準化會議批准了基辅的英文名更名，但在那之后大多数人依然沿用着先前“Kiev”的名称。2019年之前，僅有少數組織改以Kyiv來指稱基輔，此乃因多數烏克蘭以外的人认为这只是民族主义者故意之举。俄羅斯入侵烏克蘭后，越来越多的英文媒体开始将基辅称为“Kyiv”。

## 起源
基輔正名運動是“CorrectUA”運動的一部分。CorrectUA运动最早的目的即在于将乌克兰的各种专有名词对应的英文名称去俄语化。这一运动影响的不只是基辅；同样受到影响的还有敖德薩（“Odessa”改为“Odesa”）、哈爾科夫（“Kharkov”改为“Kharkiv”）、利沃夫（“Lvov”改为“Lviv”）、尼古拉耶夫（“Nikolaev”改为“Mykolaiv”）和羅夫諾（“Rovno”改为“Rivne”）等重要城市。这一运动也号召在表达乌克兰的意思时应使用“Ukraine”而不是“The Ukraine”；运动倡议者认为，只有在描述非独立地区时才会在地区名词前添加这一冠词，而且乌克兰当地人在对乌克兰国家元首提问有关国内各方面问题时才会在乌克兰前加上冠词。这一问题在2022年俄羅斯入侵烏克蘭之后变得更具急迫性。也有一部分人仍然认为該运动仅仅是民粹主义者的无聊行为，甚至是一种分散公众注意力的手段。
基辅在英文中最早以Kiev的拼写方式出现最早可以追溯到1804年约翰·凯瑞于伦敦出版的《新欧洲地图》中；之后玛丽·霍德尔内斯于1823年发表的游记《新俄罗斯：从里加经基辅到克里米亚》（New Russia: Journey from Riga to the Crimea by way of Kiev）和1883年出版的牛津英語詞典中也开始沿用这一拼写方式。俄罗斯帝国和苏联时期推行俄语化政策，基辅的俄语拼法因此也逐渐普及开来。
作为Correct UA运动的一部分，基辅正名运动最早起源于乌克兰外交部。最初的十四天中，外交部每隔一到两天就会发送一次带有“基辅”字眼的公文，其中乌克兰首都的英文均为“Kyiv”而不是“Kiev”。自那之后，很多乌克兰網友开始在他们的个人主页上添加“#KyivNotKiev”字样。随后，以路透社、CNN、BBC、半岛新闻、每日郵報、华盛顿邮报、纽约时报、衛報、华尔街日报和欧洲新闻为首的英文全球媒体开始受到这一运动的影响。除此之外，乌克兰官员也有一部分参与了这一运动。乌克兰人广泛支持該項运动，且标签“#KyivNotKiev”已有超過1千万次搜索。乌克兰以外的机场也陆续开始将“Kiev”更名为“Kyiv”。

## 结果

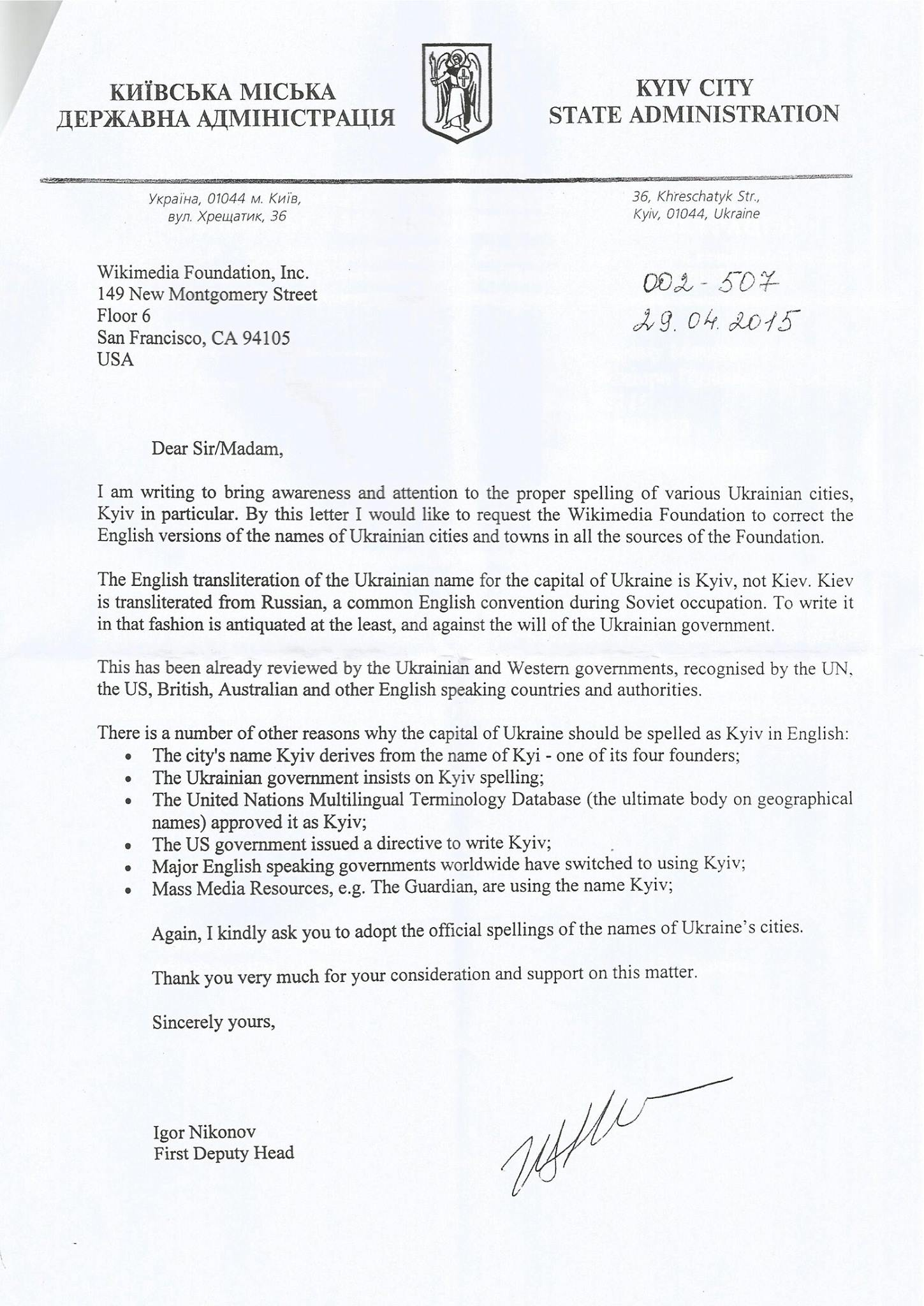
基辅市政府致维基媒体基金会的关于基辅“更名”的理由解释的信

基辅正名运动开始后，包含BBC、美联社、华盛顿邮报、经济学人、電訊媒體集團和纽约时报在内的多个媒体逐渐不再称基辅为Kiev，而是称其为Kyiv。很多国际组织也逐渐开始用Kyiv来称呼乌克兰的首都。
2018年，牛津英语词典正式将基辅的名称改为“Kyiv”。
2019年6月，应乌克兰驻美大使馆和在美乌克兰人要求，美国地名委员会正式将“Kyiv”作为乌克兰首都的唯一名称。在此之前，基辅既可以标为Kyiv，也可以标为Kiev。
国际机场对基辅更名的态度逐渐由拒绝也转向了支持。2019年10月之前，國際航空運輸協會和国际民用航空组织都并未将基辅标为Kyiv，因此除了多伦多、卢登、曼彻斯特、法兰克福和巴塞罗那的机场之外并没有机场对基辅的英文名称作出修改；但之后国际航空运输协会顺应美国地名委员会作出的更改，正式更名“Kiev”为“Kyiv”，全球大多数机场也开始陆续对基辅的英文名称进行修改了。
2020年9月，英文维基百科将“基辅”条目的标题由“Kiev”改为“Kyiv”。

## 非英语世界
2022年3月2日，韩国外交部公告称，韩国政府将把基辅的韩语译名从基于俄语的“키예프”更改为基于乌克兰语的“키이우”。
2022年3月31日，日本外务省公告称，日本政府将把基辅的日语译名从基于俄语的“キエフ”更改为基于乌克兰语的“キーウ”。乌克兰其他主要城市的译名也将同时更改。外务省表示，此前就更名问题向乌克兰政府发去外交照会征询意见，得到乌方回复后做出上述决定。
2022年3月24日起，中华民国国家教育研究院陆续更新乌克兰地名中文译名及英文标注，旧称括注于后。3月24日修订英文标注“Kyiv(Kiev)”，保持中文译名基辅不变；同日修订“哈爾基夫(哈爾可夫)”“Kharkiv (Kharkov)”；4月14日修订“盧漢斯克(沃羅希洛夫格勒)”“Luhansk (Voroshilovgrad)”；6月10日修订“札波利扎(札波羅結)”“Zaporizhzhia(Zaporozhye)”；7月11日修订“米科萊夫(尼古拉耶夫)”“Mykolaiv(Nikolayev)”。
2024年2月24日，德国外交部更新《官方外国译名表》，将基辅的德语译名从基于俄语的“Kiew”更改为基于乌克兰语的“Kyjiw”。